# Vlčkovice (Praskačka)

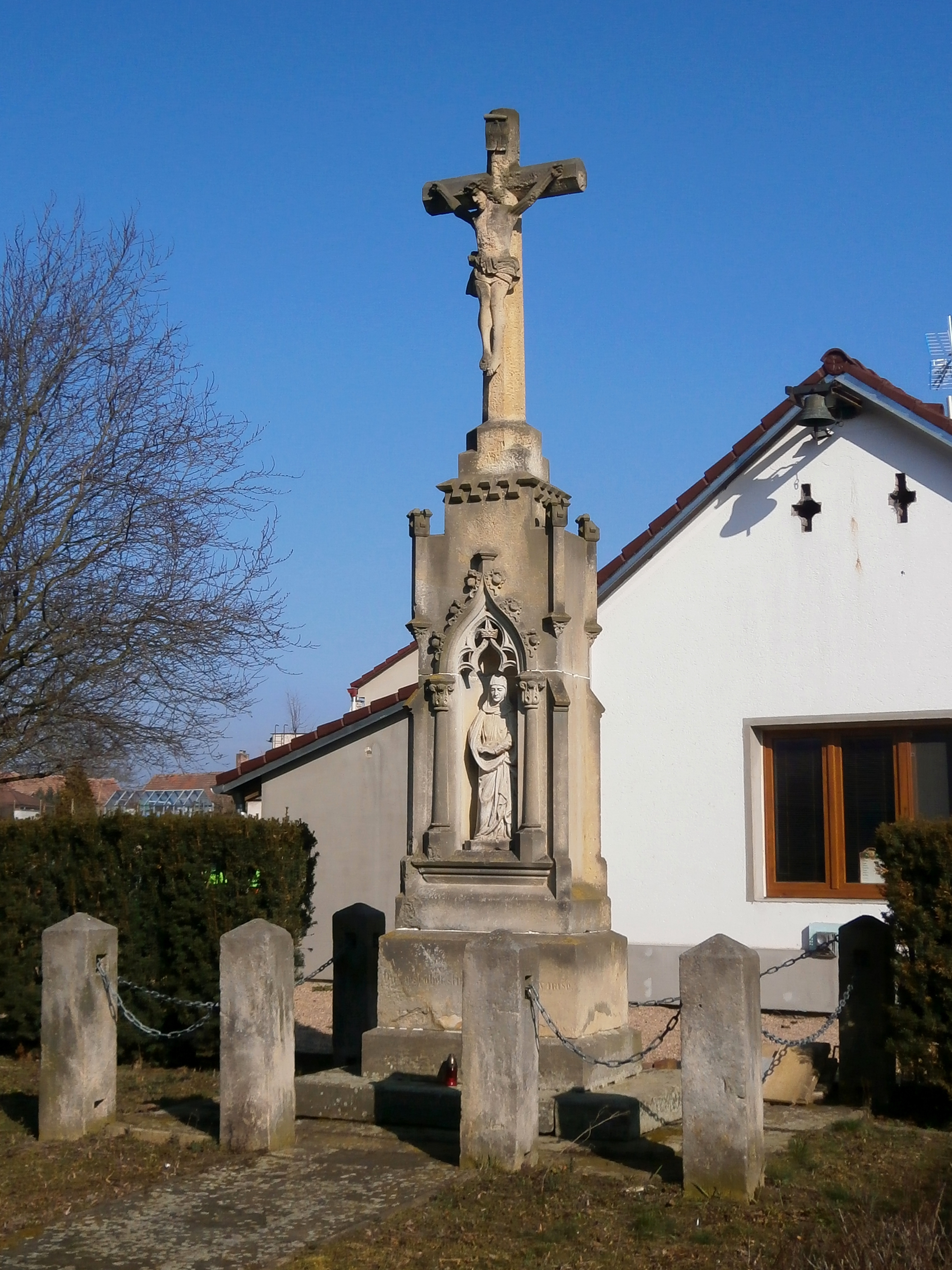
Kreuz und Dorfglocke auf dem Dorfplatz

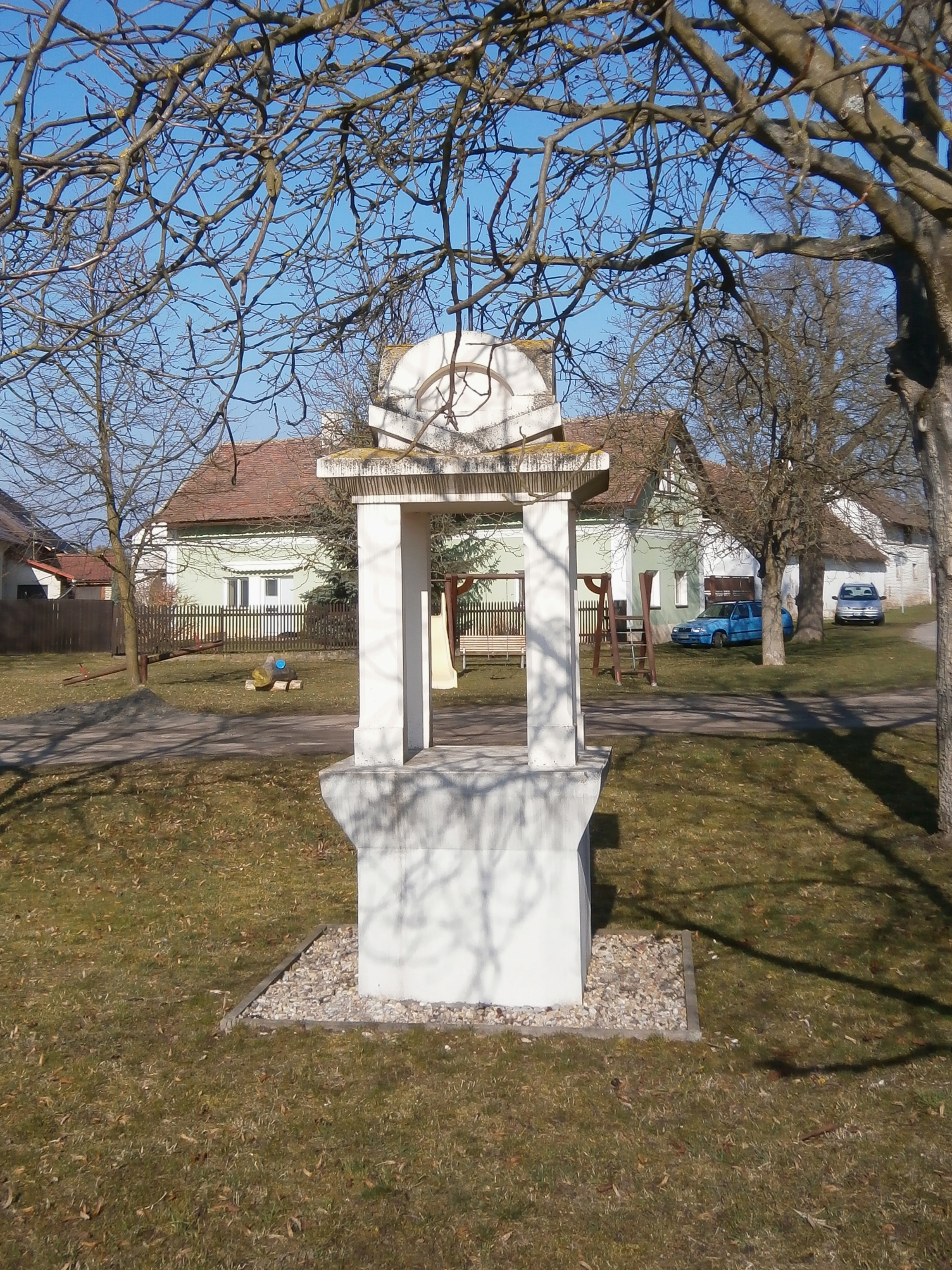
Bildstock

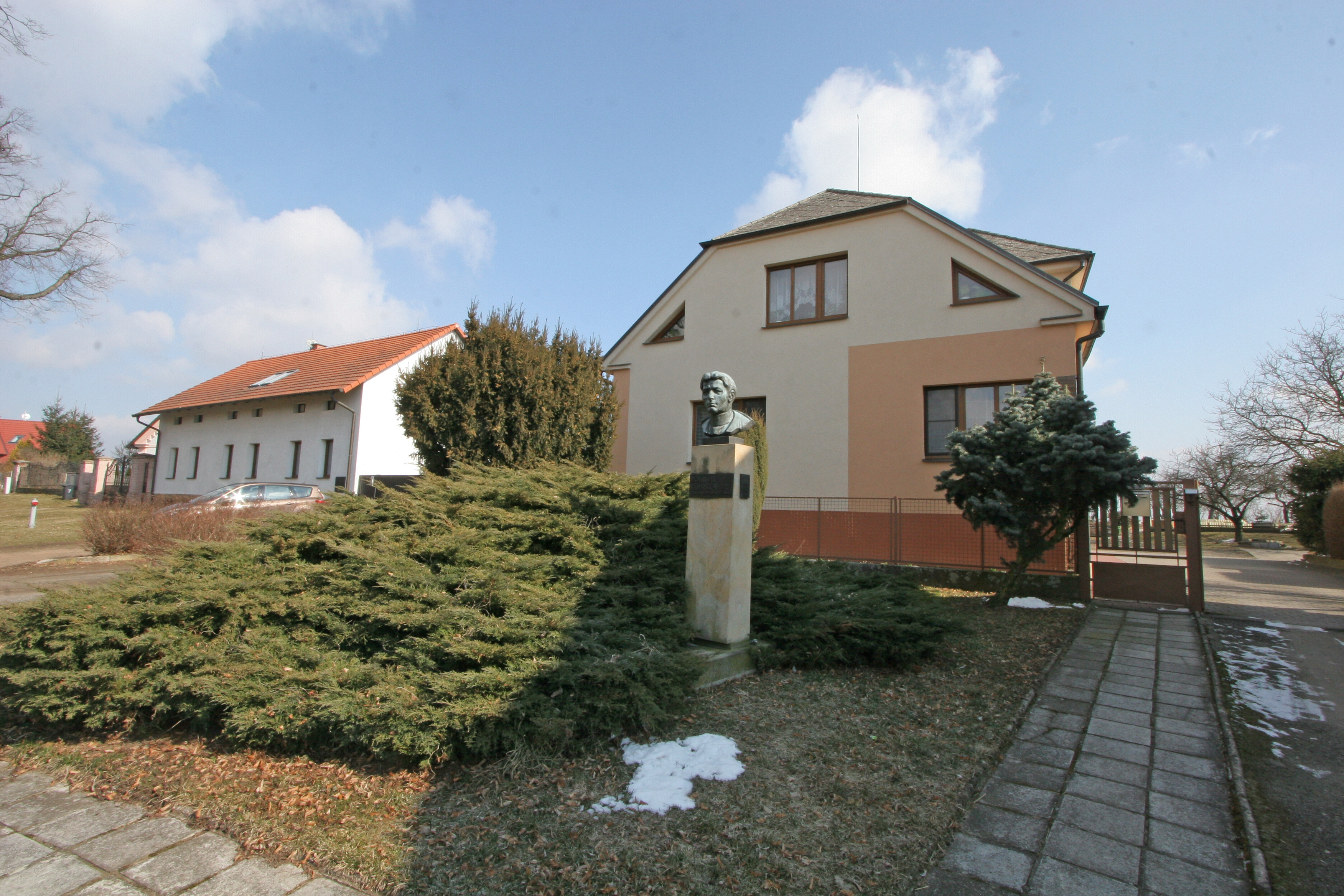
Kubišta-Denkmal

Vlčkovice (deutsch Wltschkowitz, 1939–45 Wolfshut) ist ein Ortsteil der Gemeinde Praskačka im Okres Hradec Králové in Tschechien. Er liegt sechs Kilometer südwestlich des Stadtzentrums von Hradec Králové.

## Geographie
Vlčkovice befindet sich in der Východolabská tabule (Tafelland an der östlichen Elbe). Das Dorf liegt linksseitig des Baches Pašát auf einer Anhöhe. Im Osten erhebt sich der Plačický kopec (Platschitz, 245 m n.m.). Durch den südlichen Teil des Dorfes verläuft die Bahnstrecke Chlumec nad Cidlinou–Międzylesie. 500 m östlich von Vlčkovice entsteht derzeit ein neuer Abschnitt der Dálnice 11.
Nachbarorte sind Stěžery und Svobodné Dvory im Norden, Plačice im Nordosten, Malý Březhrad im Osten, Březhrad und Pohřebačka im Südosten, Libišany im Süden, Praskačka im Südwesten, Urbanice, Nové Hvozdnice und Hvozdnice im Westen sowie Hřibsko im Nordwesten.

## Geschichte
Das Dorf wurde während des slawischen Landesausbaus im 12.–14. Jahrhundert nach dem Lhotensystem angelegt und gehörte wahrscheinlich zu den Besitzungen des Klosters Opatowitz. Nachdem das Kloster 1421 von den Hussiten unter Diviš Bořek von Miletínek und Aleš von Riesenburg geplündert und niedergebrannt worden war, teilten Diviš Bořek und die Stadt Hradec Králové die ausgedehnten Besitzungen unter sich auf. In der Mitte des 15. Jahrhunderts erwarb Georg von Podiebrad das Dorf.
Die erste schriftliche Erwähnung von Vlčkova Lhota erfolgte am 5. April 1465, als Georg von Podiebrad die Herrschaft Pardubitz einschließlich zahlreicher ehemaliger Klosterdörfer seinen Söhnen Viktorin, Heinrich und Hynek von Münsterberg überschrieb. 1472 fiel die Herrschaft Pardubitz Heinrich von Münsterberg zu, er verkaufte das Dorf an die Stadt Königgrätz. Wegen deren Beteiligung am böhmischen Ständeaufstand konfiszierte Kaiser Ferdinand I. 1547 sämtliche Königgrätzer Stadtgüter und verkaufte die meisten der eingezogenen Dörfer, darunter auch Vlčkova Lhota an Johann von Pernstein. Dessen Sohn Jaroslav veräußerte das Dorf wieder an die Stadt. Im 16. Jahrhundert verschwand die Bezeichnung Lhota aus dem Ortsnamen; im Jahre 1559 wurde das Dorf als Wlczkowicze bezeichnet.
Im Jahre 1835 bestand das im Königgrätzer Kreis gelegene Dorf Wltschkowitz bzw. Wlčkowice aus 35 Häusern, in denen 204 Personen lebten. Im Ort gab es ein Wirtshaus. Pfarrort war Kuklena. Bis zur Mitte des 19. Jahrhunderts blieb Wltschkowitz der k.k. Herrschaft Königgrätz untertänig.
Nach der Aufhebung der Patrimonialherrschaften bildete Vlčkovice ab 1849 eine Gemeinde im Gerichtsbezirk Königgrätz. Ab 1868 gehörte die Gemeinde zum Bezirk Königgrätz. 1949 wurde Vlčkovice dem Okres Hradec Králové-okolí zugeordnet; dieser wurde im Zuge der Gebietsreform von 1960 aufgehoben, seitdem gehört das Dorf zum Okres Hradec Králové. Am 14. Juni 1964 erfolgte die Eingemeindung nach Praskačka. Am 3. März 1991 hatte der Ort 120 Einwohner; beim Zensus von 2001 lebten in den 56 Wohnhäusern von Vlčkovice wiederum 120 Personen.

## Ortsgliederung
Der Ortsteil Vlčkovice bildet den Katastralbezirk Vlčkovice u Praskačky.

## Sehenswürdigkeiten
- Steinernes Kreuz auf dem Dorfplatz, am dahinterliegenden Hausgiebel ist die Dorfglocke angebracht
- Bildstock
- Kubišta-Denkmal

## Söhne und Töchter des Ortes
- Bohumil Kubišta (1884–1918), Maler